# Gaudiopolis
A Gaudiopolis (ejtsd: gaudiopolisz) gyerekköztársaság volt a zugligeti Pax gyermekotthonban, 1945 és 1950 között. Az alapító Sztehlo Gábor, a köztársaság első államfője: Szőke Balázs, miniszterelnöke Keveházi László, a kultuszminisztere Horváth Ádám volt. A tábor lakói szerepet kaptak a Valahol Európában című filmben. Szántó Erika két alkotásának is témája volt az alig öt évig működött kezdeményezés.
Az alapító szobrát 2009. szeptember 25-én, születésének századik évfordulóján avatták föl a budapesti Deák Ferenc téren. Az alkotó: Vígh Tamás.

## Előzmény
Sztehlo Gábor evangélikus lelkész, a német megszállás után gyermekotthonokban, pincékben bújtatta a menekülteket. Gyakran említette, ha túlélik a háborút, gyermekállamot alapít az árváknak. A háború után sok magára hagyott árva gyermek bandákba verődött. Minden állami otthon megtelt, a kimaradottakat Sztehlo gondjaira bízták. Több száz gyermeknek keresett helyet 1945 tavaszán. Weiss Manfréd családjának egyik rokona segített és a zugligeti villáikat ajánlotta fel a menekülteknek. A nagyobbak a Budakeszi út 48-ba, a „Farkastanyára” költöztek, a kisebbeknek a szomszédos épületekben rendezték be a „Fecskefészket”. Az első időben csak fiúkról gondoskodott a lelkész, később lányok is találtak nála menedéket, a létszám 700–800 főre nőtt.

## Lakók

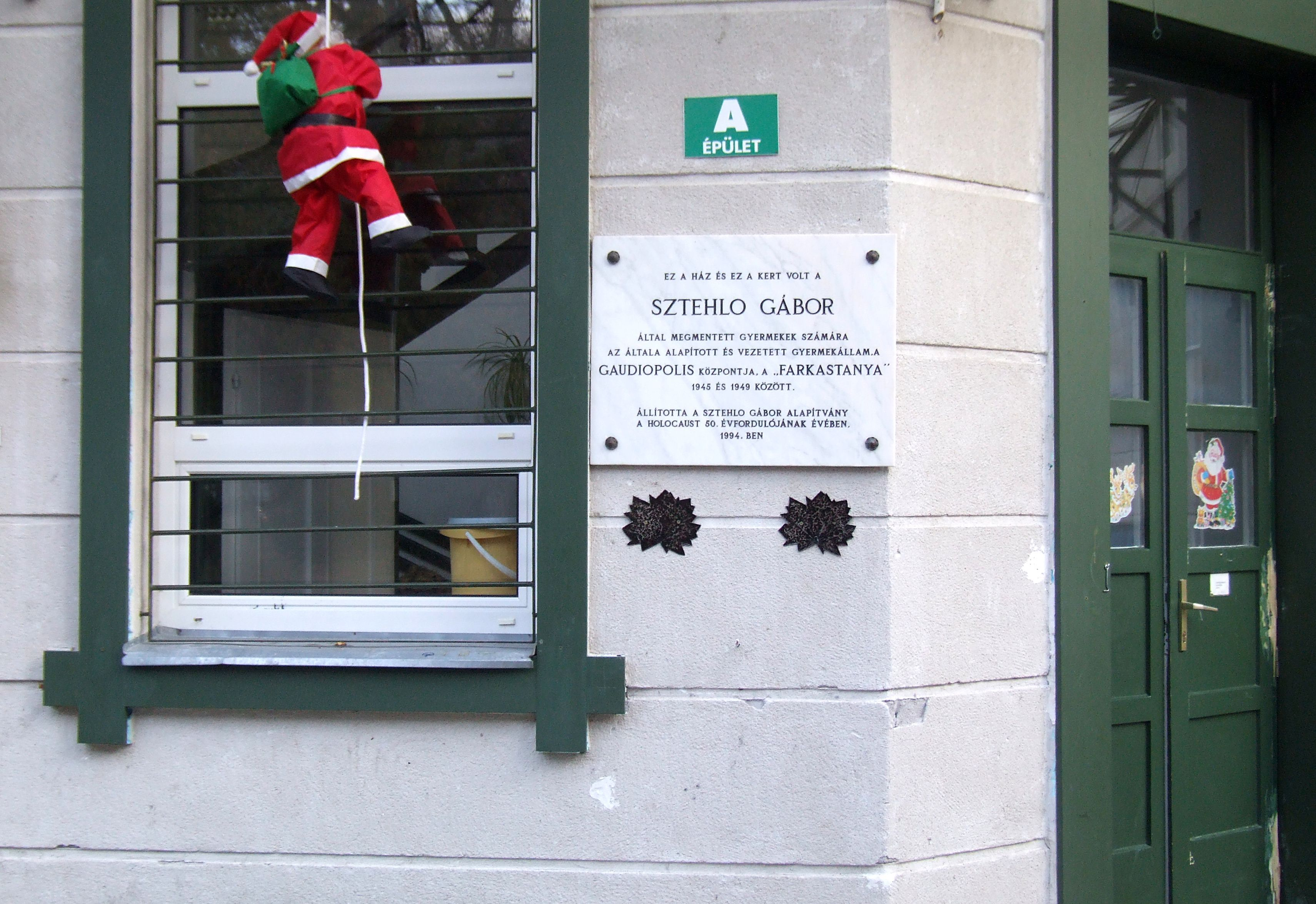
Emléktábla a központi épület, a Farkastanya falán. 2008-ban a Vasvári Pál Gyermekotthon működik itt. (2009-ben, a centenárium évében a gyermekotthon felvette Sztehlo Gábor nevét)

A szovjet megszállás előtt elsősorban zsidó értelmiségiek gyermekei kaptak itt szállást. Ezt követően több menekült katonatiszt, hivatalnoké is idekerült. A tábor lakói voltak többek között Szauer (később Orbán) Ottó; a későbbi riporter Szilágyi János; dr. Andrási Andor, az KFKI egykori főmunkatársa; Molnár Ferenc unokái: Horváth Ádám és Sárközi Mátyás, Rác András festőművész is.

## Élet az ifjúsági telepen
Bár a svájci és dán vöröskereszt élelemmel, bútorral segítette őket, Sztehlo irányításával önfenntartó gyermektársadalom alakult ki. A gyerekek a tanulás mellett iskolát, sportpályát építettek, gyümölcsöt termesztettek, műhelyekben dolgoztak.

## A gyerekköztársaság megalapítása
1945 szeptemberében megalapították Gaudiopolist, azaz az Örömvárost. Az első államfő: Szőke Balázs, a miniszterelnök Keveházi László volt. Keveházit Kudar László váltotta a poszton. A gyerekek szervezték kulturális programjaikat, könyvtárat alapítottak. Szabad választás alapján szakmát tanulhattak, önkéntesen dolgozhattak is. Pénzük a Gapo-dollár volt, árfolyamát a villamosjegy ára határozta meg. A gyermekköztársaságnak alkotmánya és törvényei is voltak. A rendetlenségért nyilvános dorgálás járt, de ki is közösíthették a súlyosabban vétkezőket – fegyelmezésre azonban ritkán volt szükség.
Az Örömvárosban teljes vallásszabadságot valósítottak meg. Rendelkeztek saját vicclappal is, a Gapo Matyival.

## Művészi inspirációk
- Radványi Géza Valahol Európában (1948) című filmjének nemcsak az ötletét, hanem a gyermekszereplők zömét is az Örömváros adta.
- Szántó Erika 1985-ben dokumentumfilmet készített az egykori miniállam lakóiról. Három évvel később Gaudiopolis címmel tévéjátékot is rendezett [ halott link]]. Az alkotás 1989-ben Európa-díjat kapott mint a legjobb televíziós film.

## A vég
A mikroállamot sem az egyház, sem a magyar állam nem támogatta. Sok segítséget kaptak a Nemzetközi Vöröskereszttől. A köztársaságot 1950-ben államosították, felszámolták.

## Emlékezések
Keveházi László

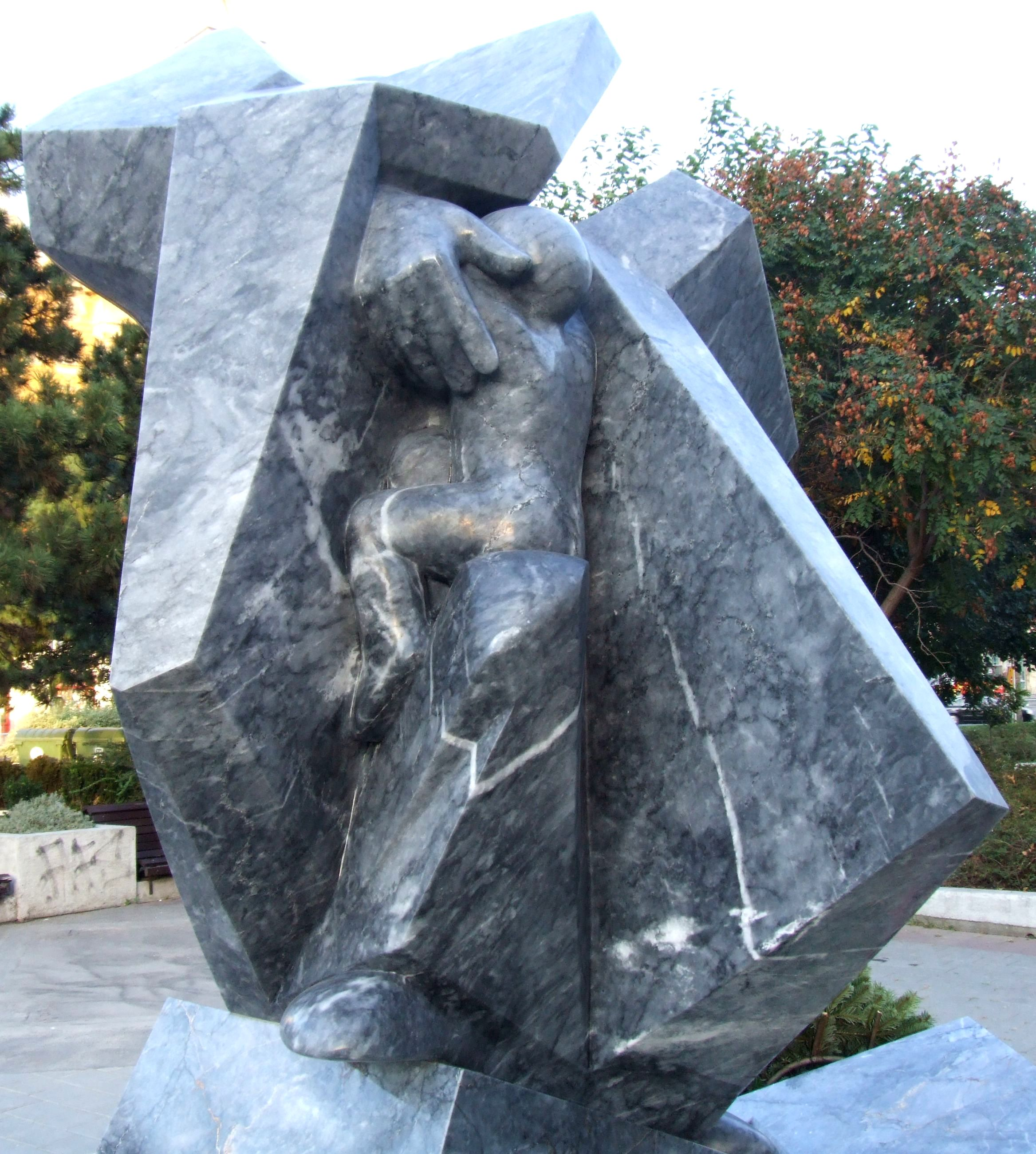
A Segítő kéz című
Deák téri szobor Vígh Tamás alkotása, 2009

„A legnagyobb meglepetés számomra pedig az volt, hogy én lettem az ifjúsági állam első miniszterelnöke. Hogy befogadtak, azt már átéltem, de hogy ennyire komolyan vegyenek, azt nem gondoltam volna. S a szolgálat kötelességekkel járt. Rendszeresen tartottunk „minisztertanácsi üléseket” és ott minden miniszter (igazságügyi, oktatásügyi és a többiek) beszámolt a maga területén a bajokról és örömökről, vagy tervekről és programokról is. Határozatokat is hoztunk. Bizony, olykor szankcionáltunk is. De valahogy olyan volt a légkör, hogy ezt mindig meg lehetett beszélni még a panaszosokkal, sőt a büntetettekkel is. Így éltük a magunk alakította közösségi életünket. Gábor bácsi emlékezetem szerint ezeken a minisztertanácsi üléseken részt sem vett, a dolgok menetébe bele sem szólt. Ez nem jelentette, hogy nem volt véleménye, sőt ha kérdeztük, el is mondta, tanácsolt is. Talán nekem több alkalmam nyílt beszélgetni vele, mert mint volt hadapródiskolás, már akkor autót vezettem, és egy öreg, kiszolgált autón én vittem őt a városba, emlékszem, egyszer Tildy Zoltán államelnökhöz is. Ezek az utak többnyire „lobbizó”, segítséget kérő, „beszerző” utak voltak Gábor bácsival.”
Horváth Ádám
„…Ezzel egyidejűleg úgy döntött, hogy iskola is kellene. Ennyi gyerekhez iskolát is kell alapítani. Ez egy következő fokozat volt. Hárman mentünk el Keveházi miniszterelnök úr, Weingrober István és jómagam. Be voltunk jelentve Veres Péter építési miniszterhez, de nem ő fogadott, hanem Bierbauer Virgil, államtitkár,  Elmondtuk, hogy iskolát szeretnénk építeni. 30 ezer forintot kaptunk.”
„…Aztán futballpályát építtetett velünk, hogy lehessen hol játszani. Aztán jött a Fiúk városa című film alapján a Gaudiopolis ötlete és a Keveházi lett az első miniszterelnök, én meg voltam az első kultuszminiszter. És összehívta a Szőke Balázs államelnökkel a minisztertanácsot és eldöntöttük, hogy mik a feladatok.”
„…Sztehlo minden vasárnap az intézetben istentiszteletet tartott nekünk, amin nem volt kötelező megjelenni, mégis ott voltunk. Oda elmentek a zsidó fiúk, a katolikusok, a protestánsok, én is ott voltam, minden alkalommal.
„Soha nem volt kegyes a beszéde, minden alkalommal sugárzóan praktikus, bölcs, tanácsadó volt. Mindenfajta véleményt tolerált, persze volt, akivel vitatkozott. Volt, akit meggyőzött, volt, akit nem sikerült. Haragot nem ismert. – Mindig, amikor bajban vagyok, ennek az áldásnak az utolsó szavai jutnak az eszembe: Fordítsa az Úr az ő szent orcáját tefeléd és adjon tenéked békességet!”

## Az Örömváros területe napjainkban[mikor?]
Jelenleg[mikor?] a Sztehlo Gábor (korábban Vasvári Pál) Gyermekotthon működik a területen. A Budakeszi út 48. szám alatt szinte érintetlen minden. Az árván maradt gyerekek birodalma volt a Budakeszi út jobb oldalán elterülő völgy is.

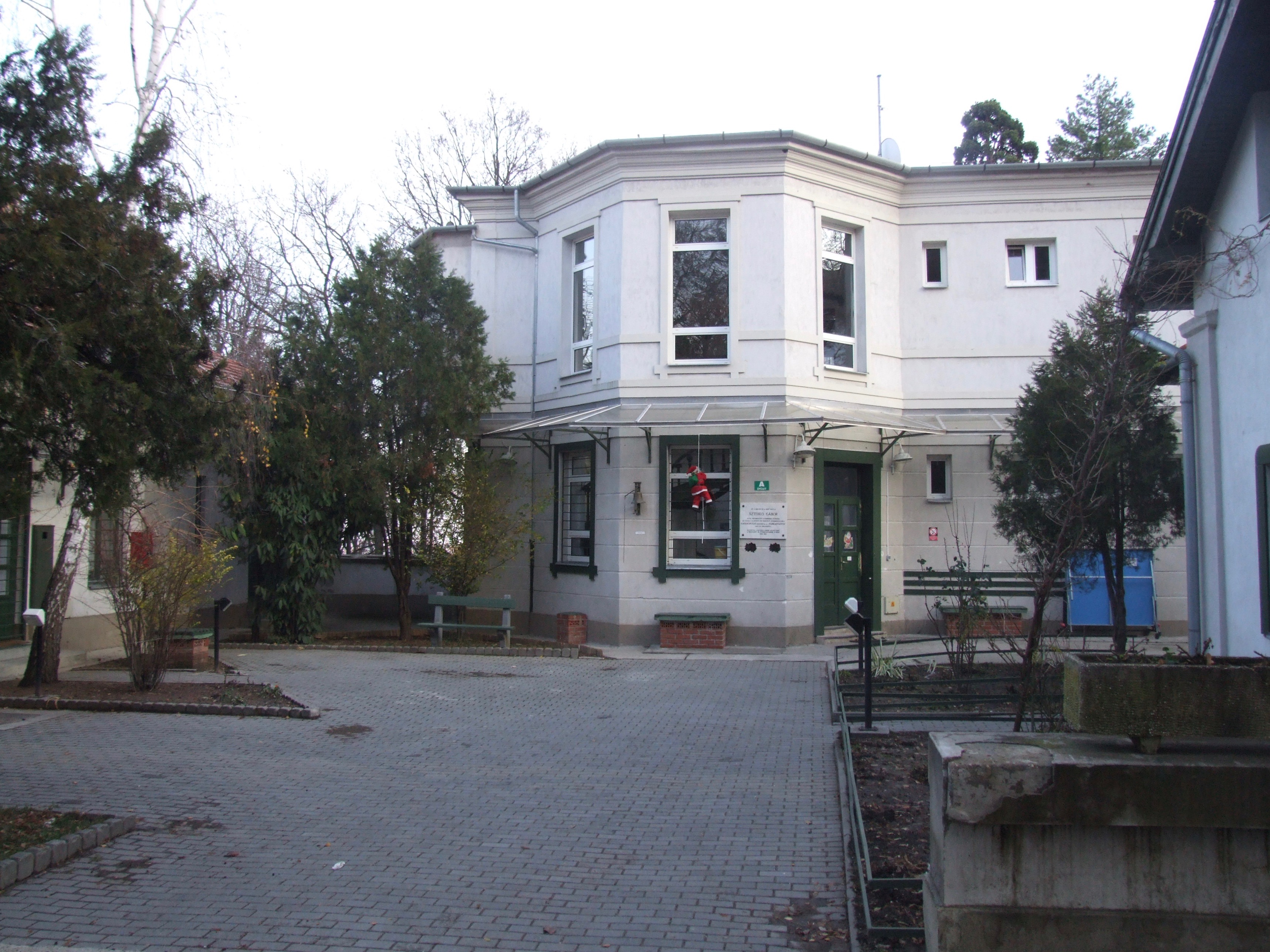
A központi épület
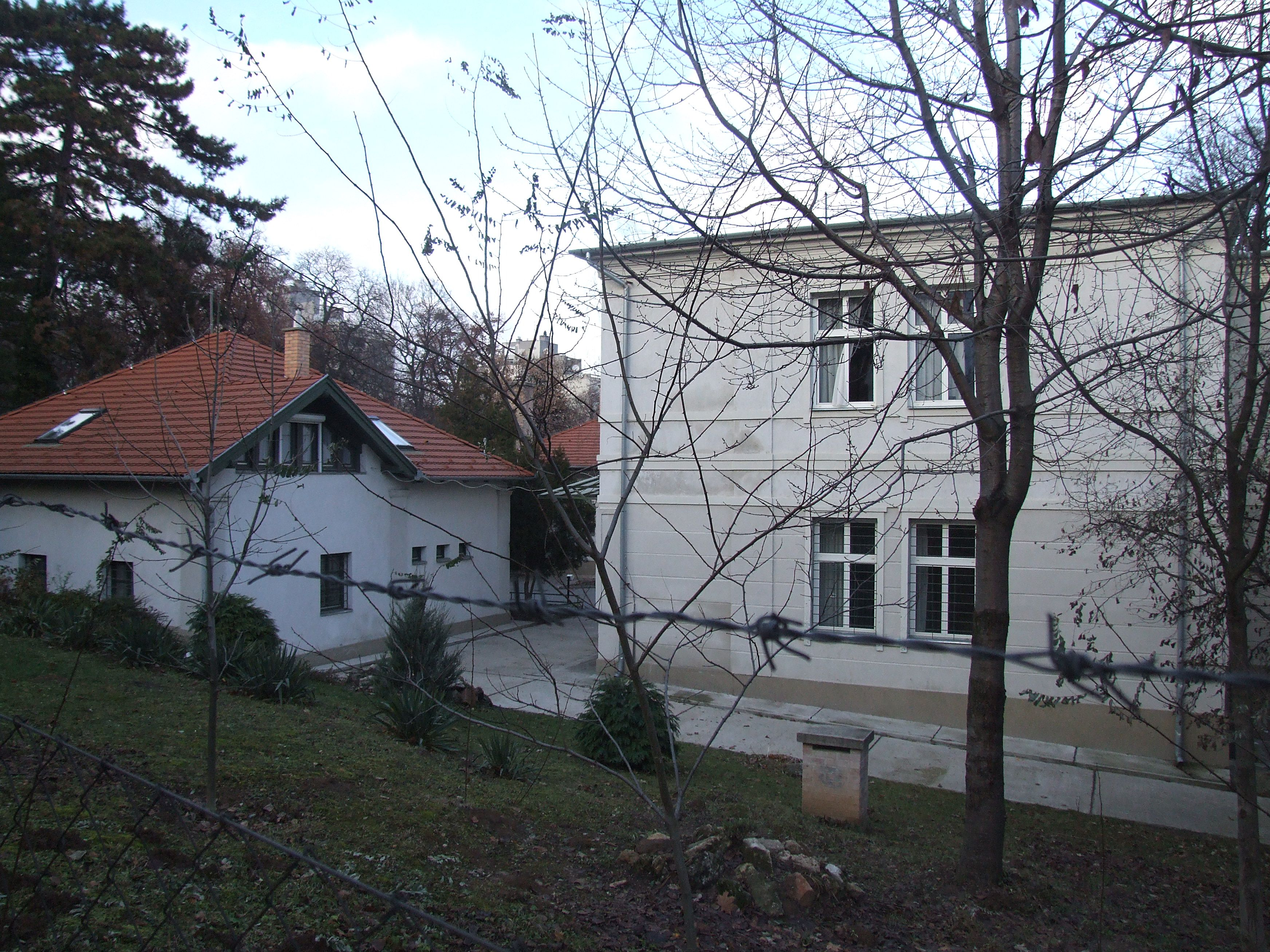
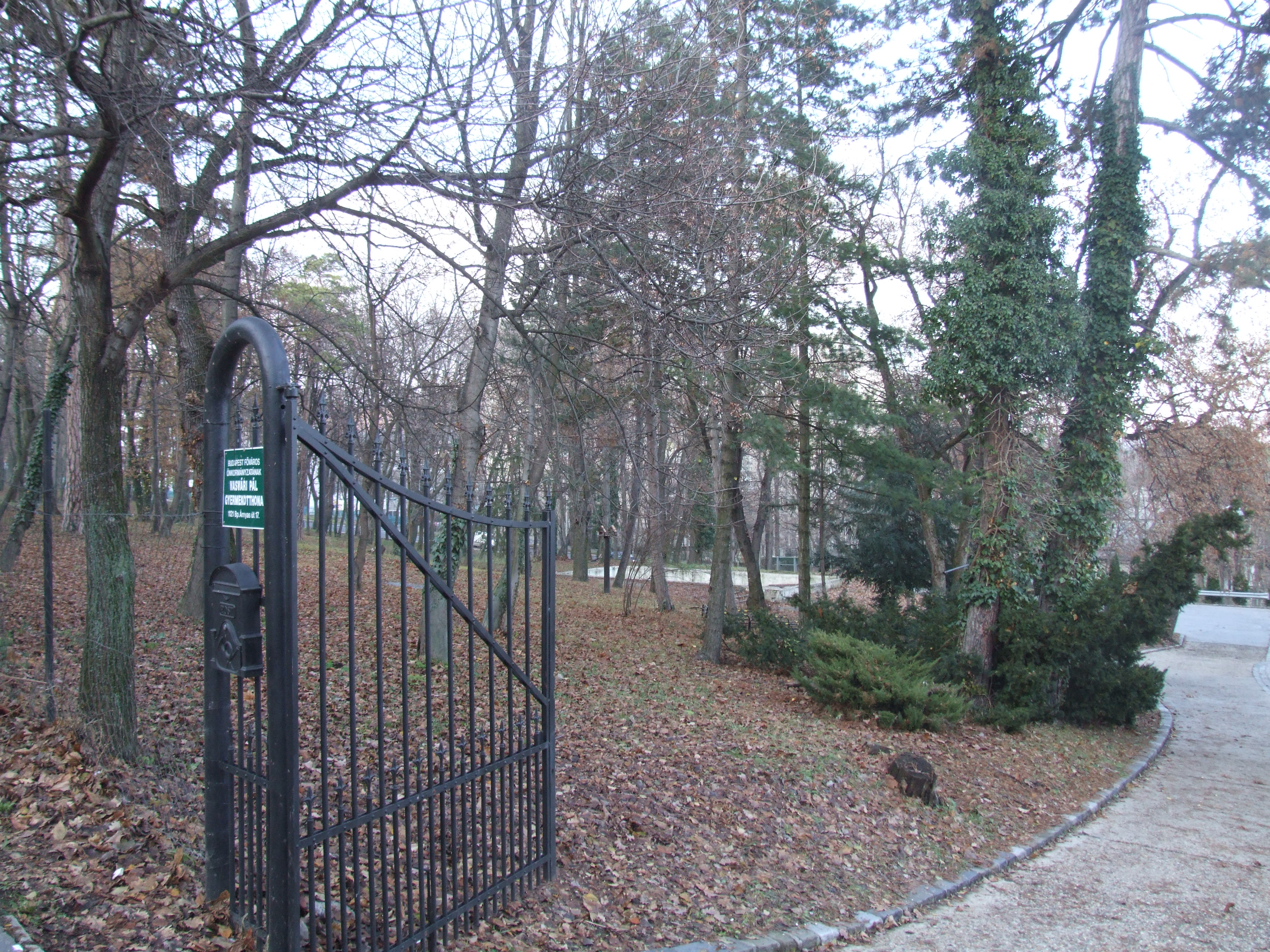
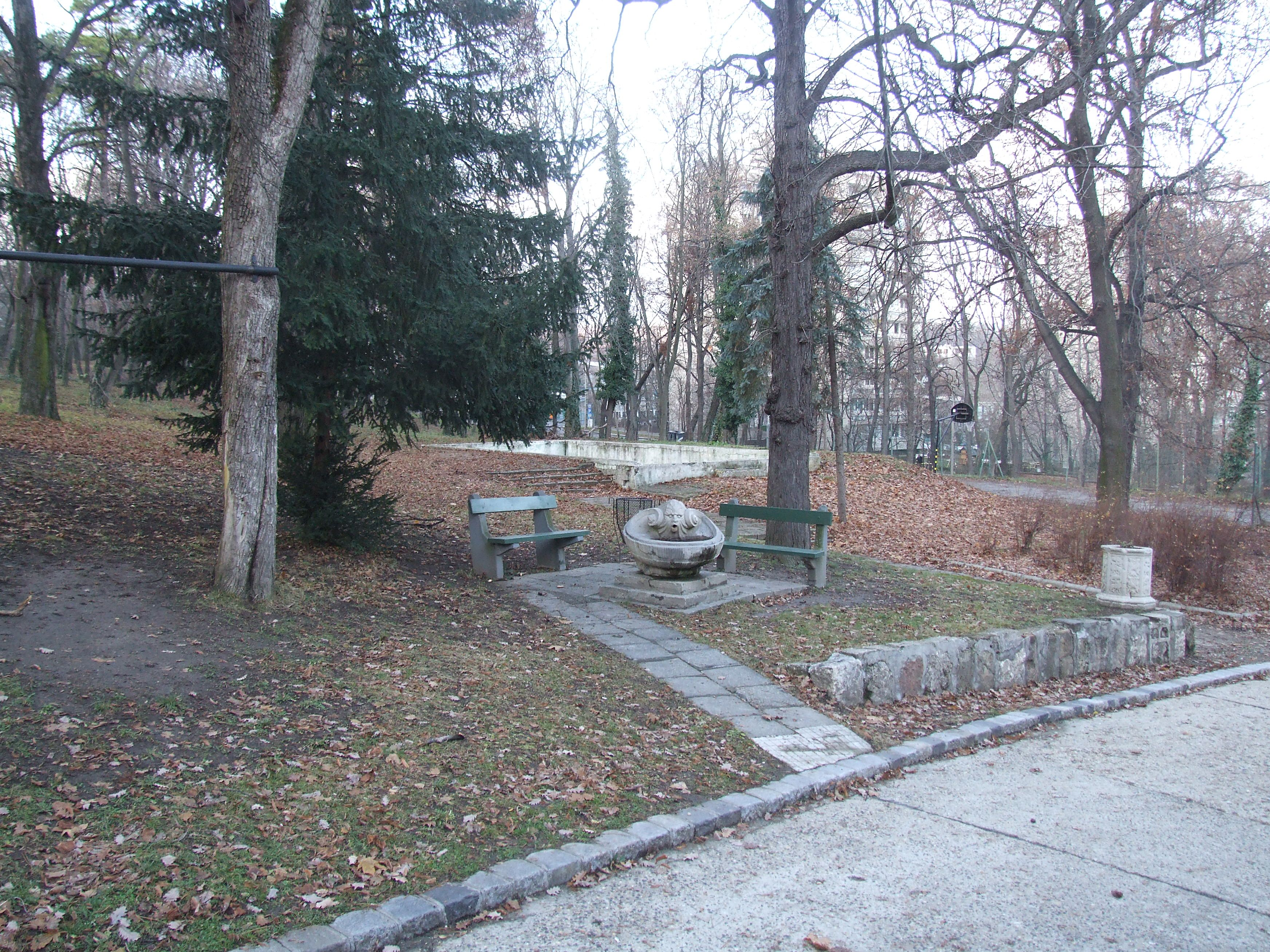
A park
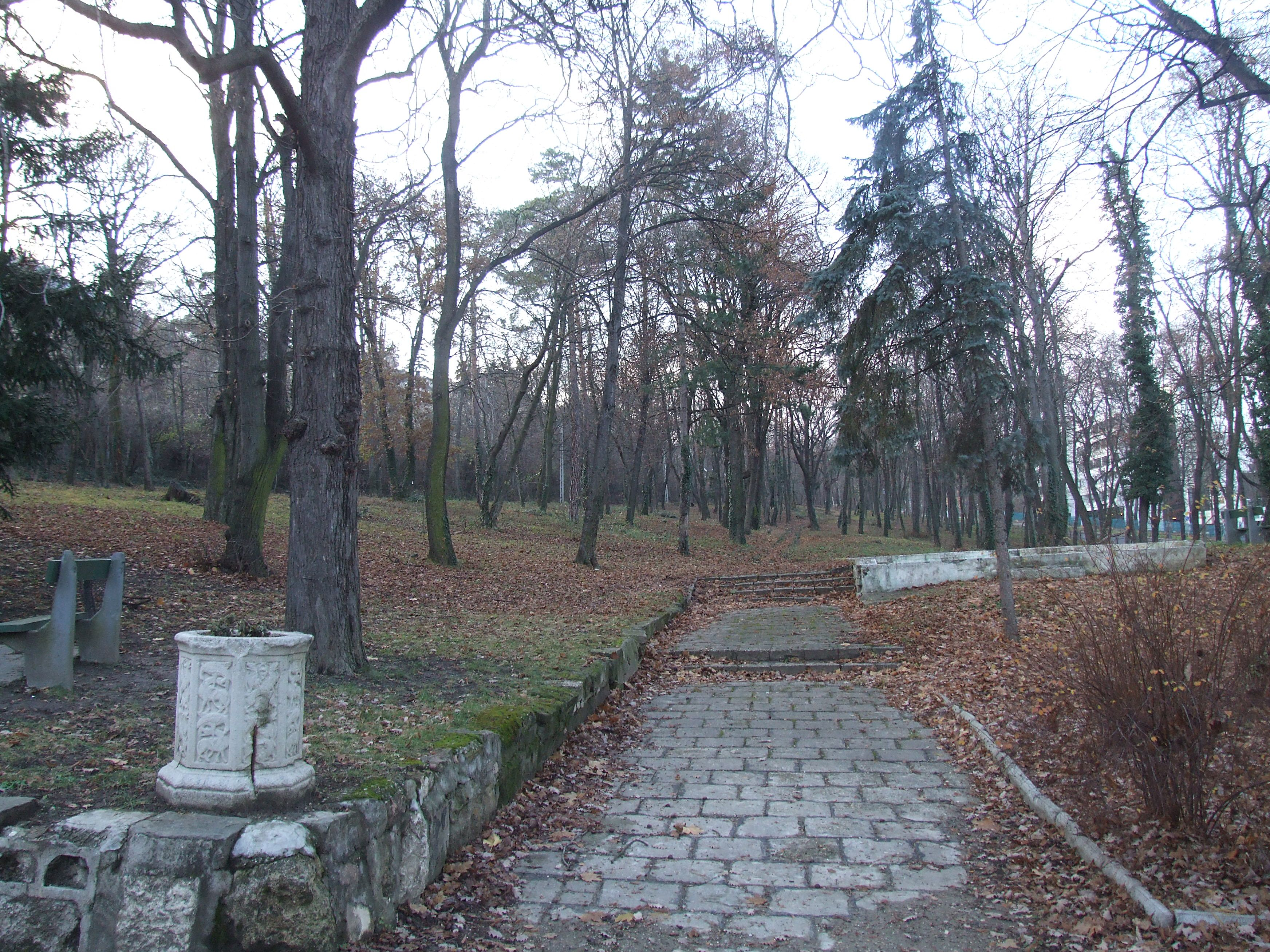
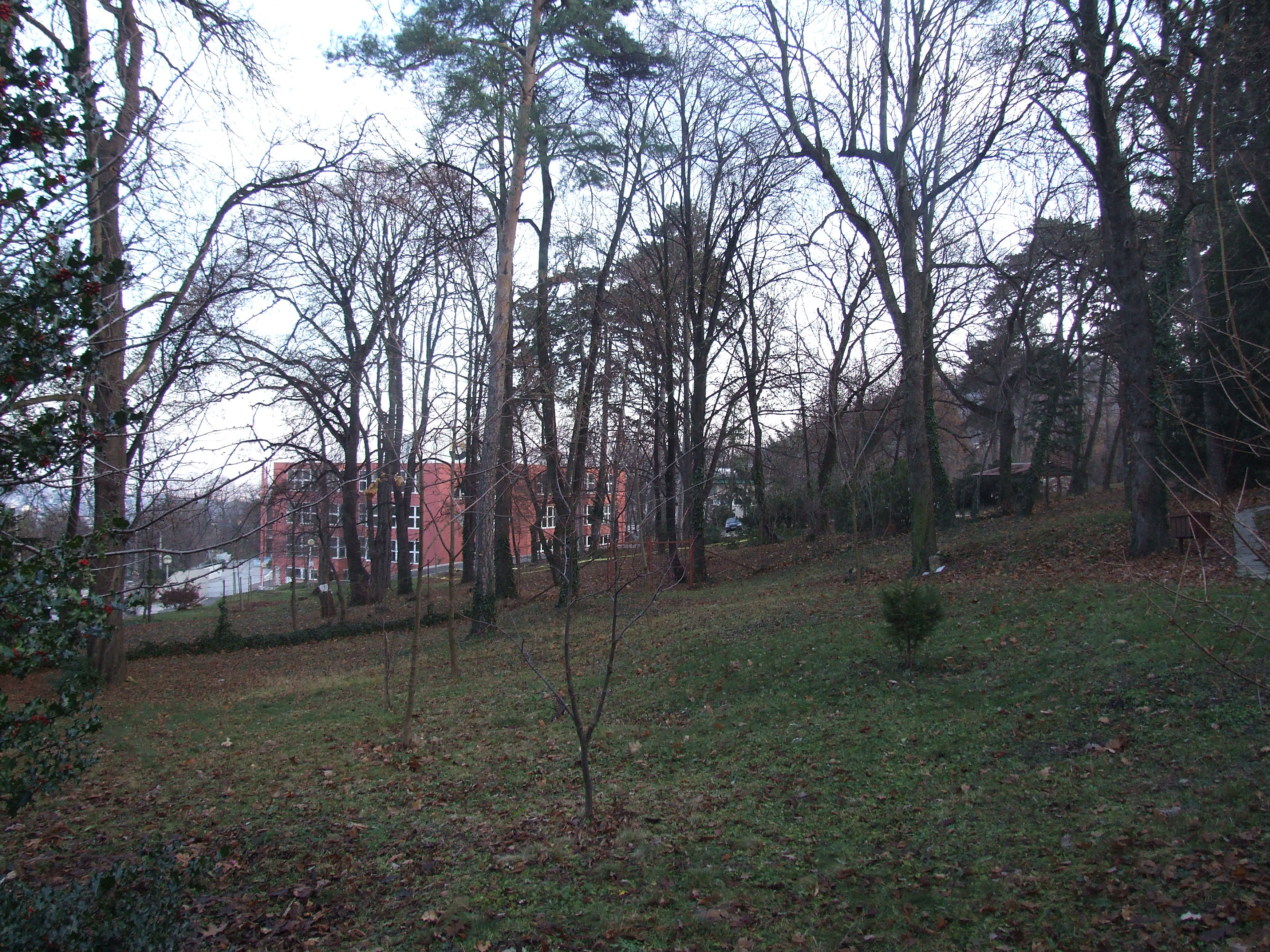
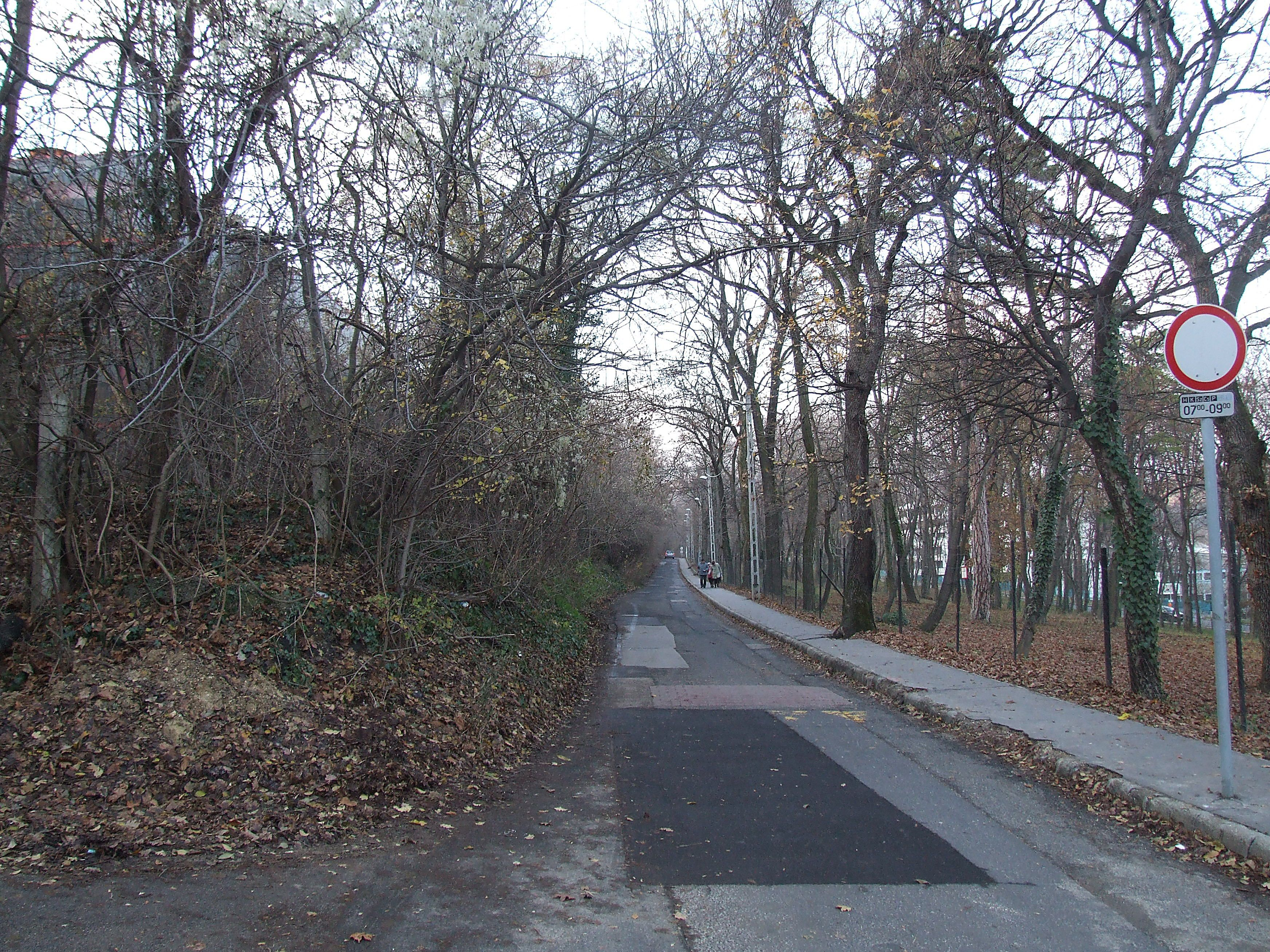
Az Árnyas út
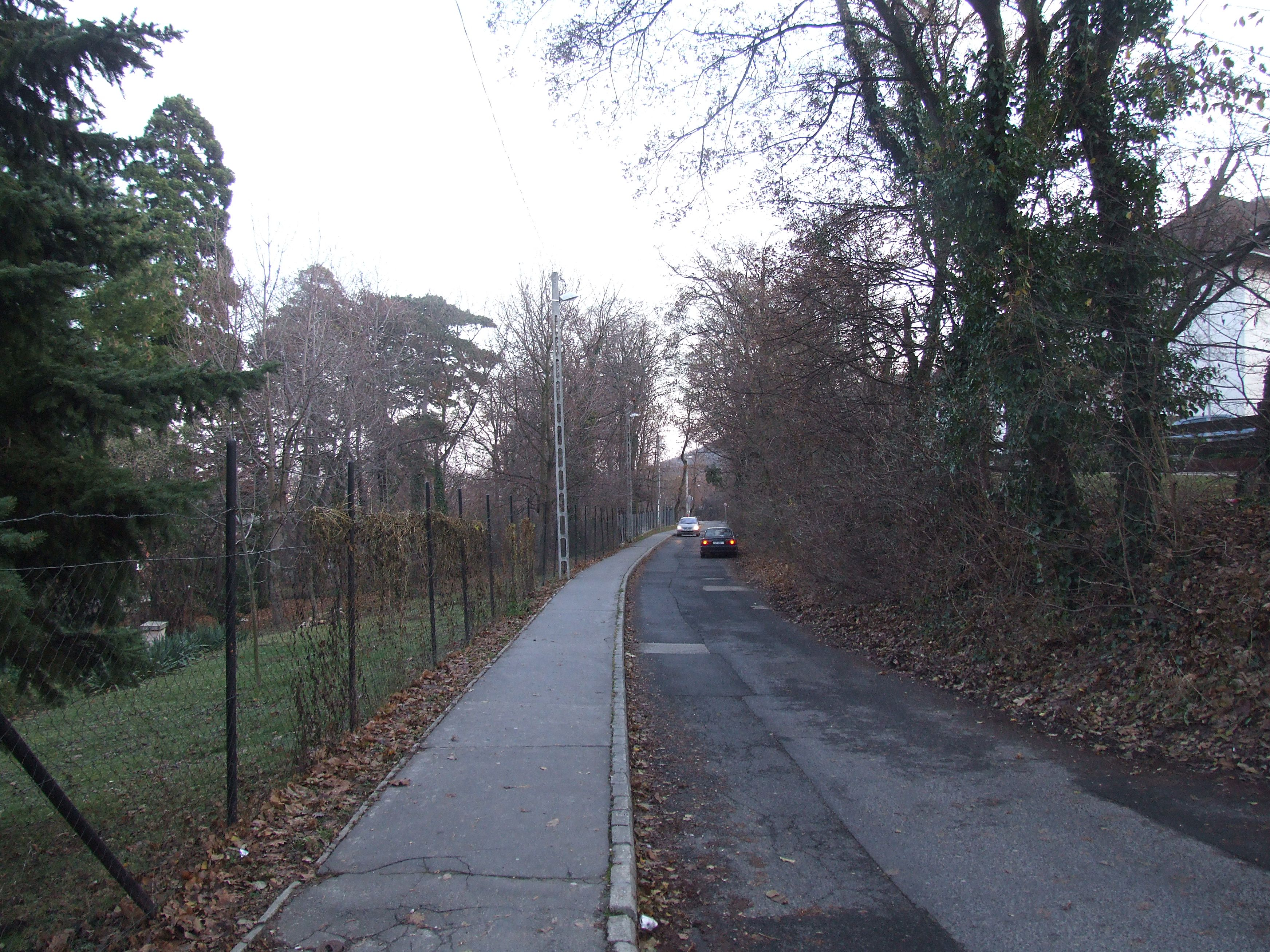
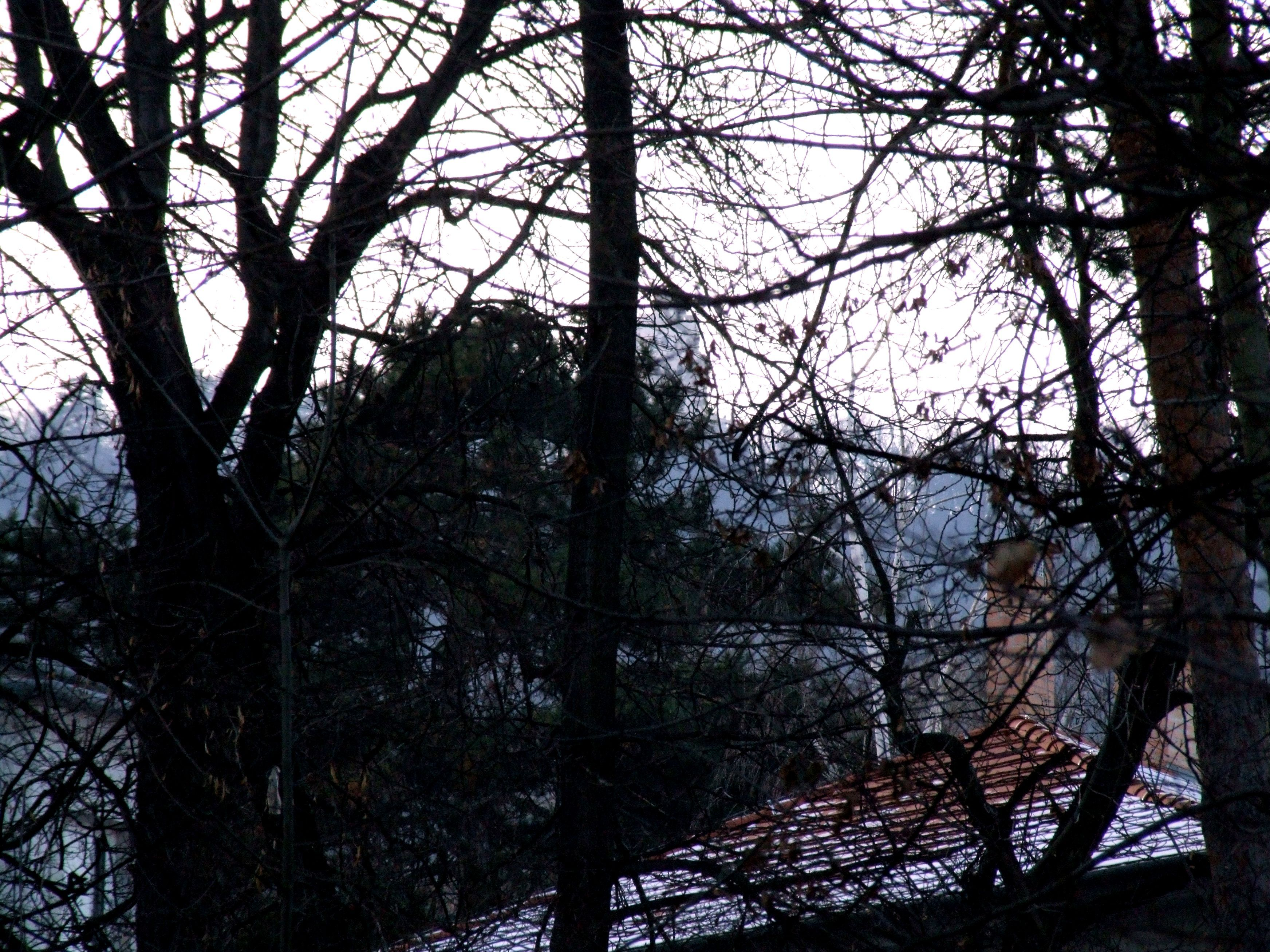
Háttérben, megbújva az Erzsébet-kilátó a János-hegyen
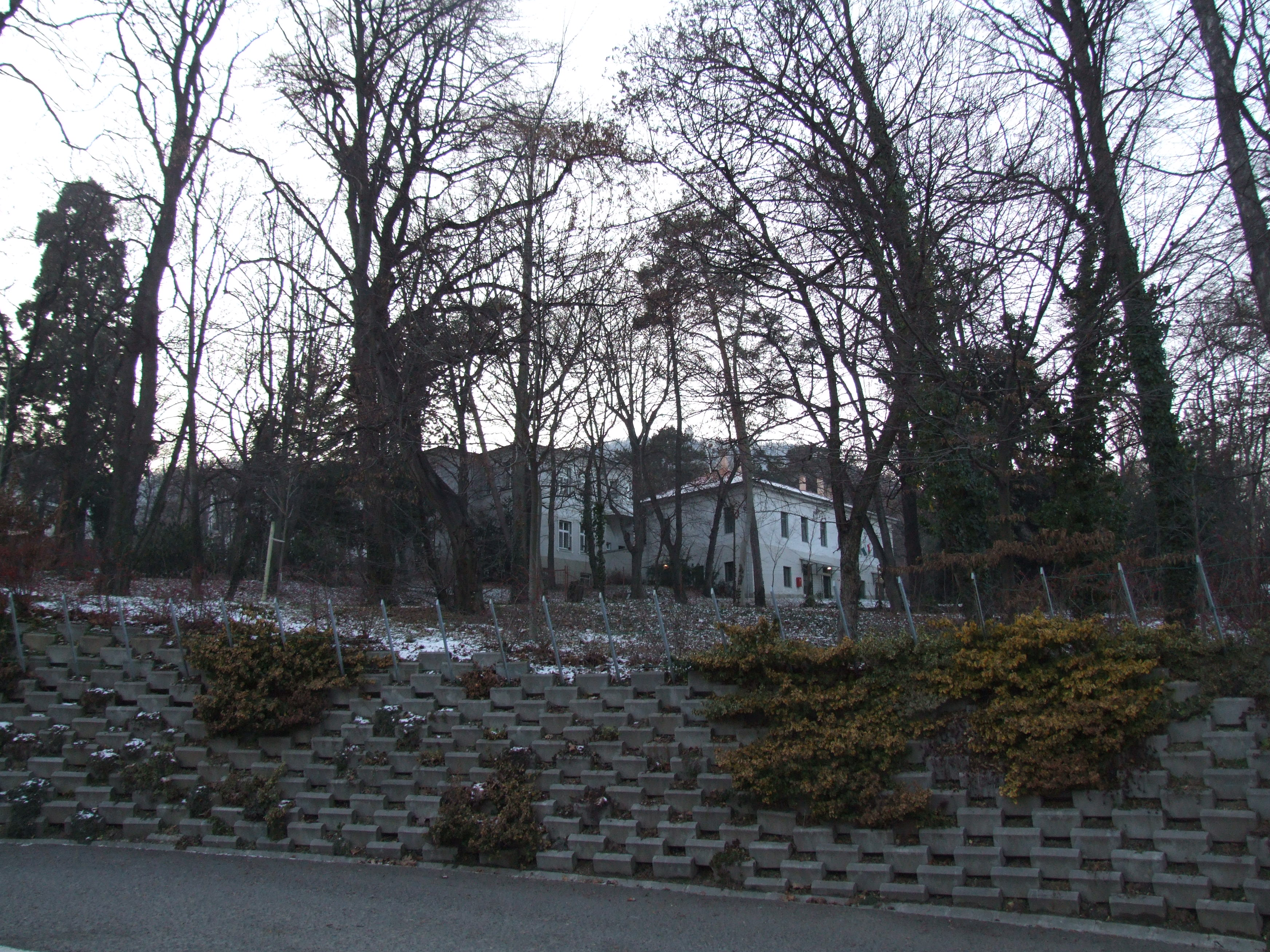
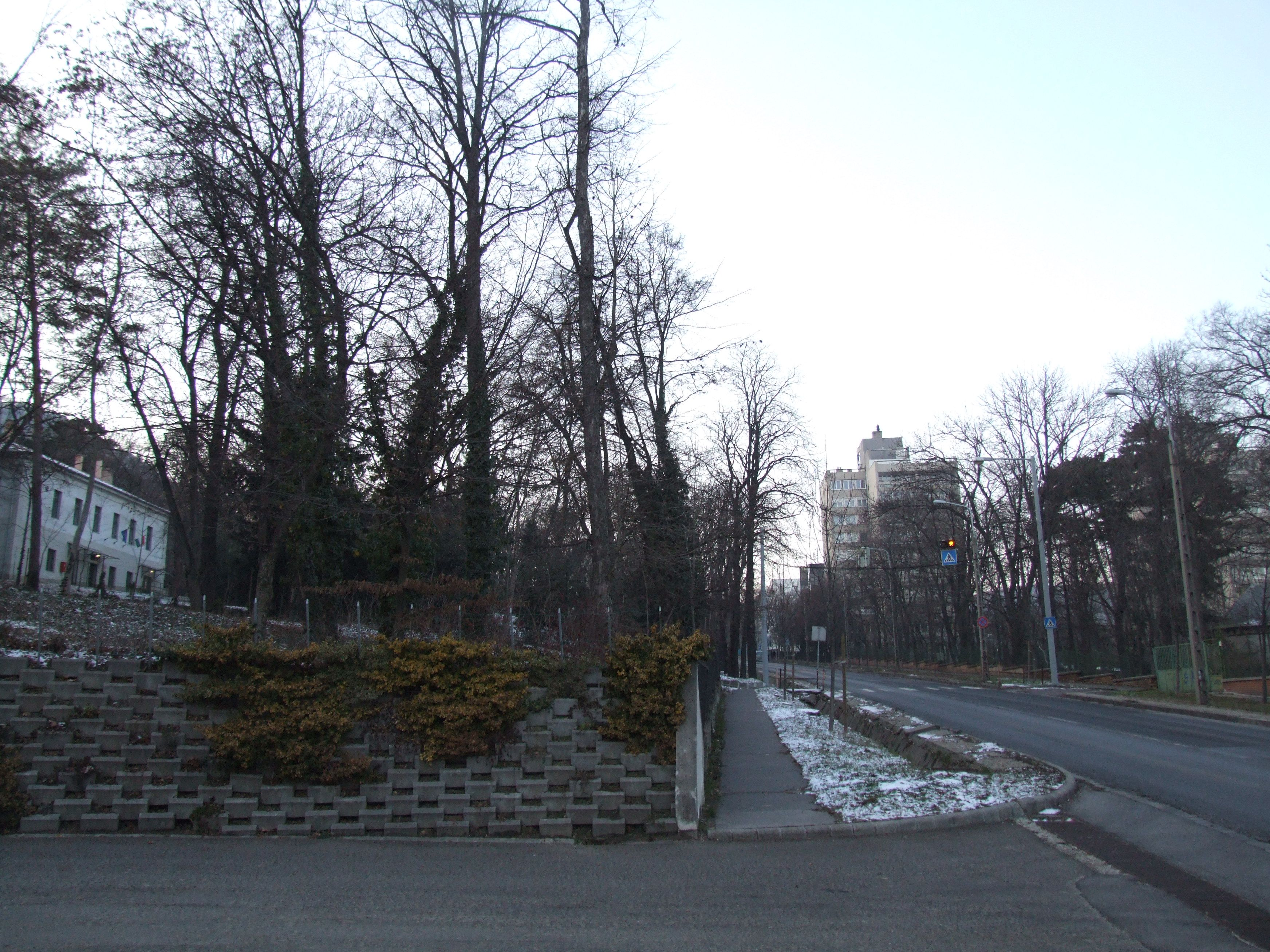
1974-77 között épült toronyházak a Budakeszi út jobb oldalán, és a völgyben
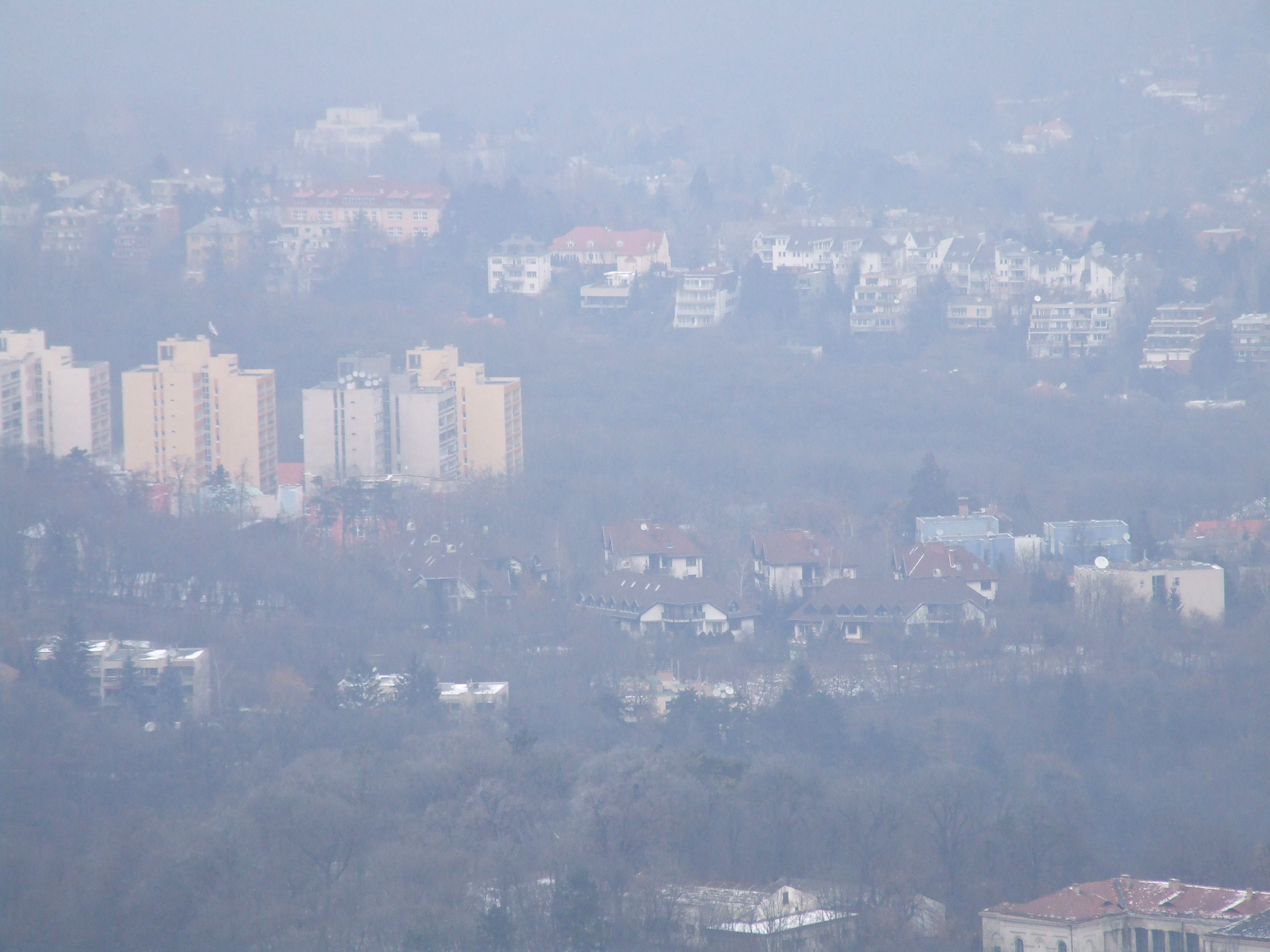
Az Örömváros birodalma madártávlatból, a Normafáról